# S-42
Миноносцы типа S-42 — тип миноносцев, состоявший на вооружении Военно-морского флота Германии в последней четверти XIX века. Всего был построен 1 миноносец этого типа (по программе 1889 года).

## Энергетическая установка
На кораблях типа в качестве ГЭУ была установлена трёхцилиндровая паровая машина (тройного расширения) мощностью 1420 л. с., состоящая из 1 локомотивного котла с давлением в 12 атмосфер. С 1896 года локомотивный котёл был заменён на военно-морской. Максимальные запасы топлива на миноносцах типа составляли 18 тонн угля и 5,7 т нефти.

## Вооружение
Миноносцы вооружались 1х1 37-мм револьверными орудиями (в 1893 году заменено на 50-мм орудие). Торпедное вооружение эсминцев состояло из 3х1 350-мм торпедных аппаратов.